# This Is Me (Demi Lovato)
This Is Me, scritta da Andy Dodd e Adam Watts, è il quarto singolo estratto dal film Disney per la televisione Camp Rock; è inclusa nella colonna sonora del film. È stato pubblicato sull'iTunes Store il 17 giugno 2008 per la sua versione acustica. Una versione live è inclusa nel Jonas Brothers: The 3D Concert Experience. Nel 2023, Billboard l'ha inserita alla posizione 31 nella classifica delle migliori canzoni Disney di tutti i tempi.

## Informazione sulla canzone
This is Me è una canzone pop midtempo con influenze dal pop rock e dal power pop. Questa è la prima canzone che il personaggio di Demi Lovato, Mitchie Torres, canta in Camp Rock con il personaggio di Joe Jonas, Shane Gray. Mitchie scrisse la canzone all'inizio del film, e successivamente sentito (in una versione acustica col pianoforte), ma non vista, da Shane, che iniziò a cercare la ragazza dietro al pianoforte con l'incredibile voce. Dopo che molte persone avevano già cantato nella "Final Jam", Mitchie canta la canzone (versione originale) e Shane la vide e cantò la parte della canzone che lui scrisse, "Gotta Find You". Le due canzoni sono combinate per fare la versione originale, che fa parte della colonna sonora di Camp Rock.
Lovato ha registrato una versione in spagnolo, intitolata Lo Que Soy (letteralmente significa "Ciò che sono"), nella versione acustica, distribuito nella versione deluxe di Don't Forget e fecero anche un video mentre canta e suona il piano.

## Video musicale
Il video musicale è estratto da Camp Rock. La prima visione del video fu su Disney Channel il 12 giugno 2008.

## Posizioni in classifica e vendite

### Posizioni settimanali
| Classifiche (2008)                    | Posizioni |
| ------------------------------------- | --------- |
| Australia (ARIA)                      | 46        |
| Austria (O3 Austria Top 40)           | 18        |
| Canada (Billboard Canadian Hot 100)   | 16        |
| Germania (Media Control Charts)       | 36        |
| Ungheria (Ràdios Top 40)              | 15        |
| Irlanda (IRMA)                        | 27        |
| Italia (FIMI)                         | 37        |
| Norvegia (VG-lista)                   | 12        |
| Portogallo (Billboard)                | 30        |
| Svizzera (Schweizer Hitparade)        | 39        |
| Regno Unito (Official Charts Company) | 33        |
| Stati Uniti Billboard Hot 100         | 9         |
| Stati Uniti (Digital Songs)           | 2         |
| Stati Uniti Pop Songs (Billboard)     | 22        |

### Posizioni di fine anno
| Classifica (2009)       | Posizione |
| ----------------------- | --------- |
| Hungarian Singles Chart | 109       |

## Lo Que Soy

### Background
Lo Que Soy è la versione spagnola della canzone This Is Me della colonna sonora del film Camp Rock. Lo Que Soy fu inclusa nella versione deluxe dell album di debutto di Demi Don't Forget. La canzone include parti di "Gotta Find You", ma Joe Jonas non canta.

### Video musicale
Il video musicale consiste nelle scene della Lovato che canta e suona il piano. Nel video ci sono scene di Camp Rock.
Il video musicale fu rilasciato su Disney Channel in Spagna, Portogallo e alcuni stati del Sud America. Il video fu diretto da Edgar Romero.

## Altre versioni
- Disney Girlz Rock, Vol. 2: Contiene la completa versione acustica, cantata da Demi Lovato.
- Jonas Brothers: The 3D Concert Experience: Contiene una versione live, cantata da Demi Lovato e dai Jonas Brothers.
- Studio DC: Almost Live: Episodio 2, cantata da Demi Lovato e Beaker.
- Disney Channel Playlist: Versione originale nella compilation, pubblicato il 9 giugno 2009.
- Holly Hull singolo: Hull registrò una versione della canzone come premio per aver vinto My Camp Rock, lo show di Disney Channel UK dove i partecipanti competevano per registrare una canzone di Camp Rock e un video musicale.
- Camp Rock soundtrack francese: versione francese della canzone cantata da Sheryne e rinominata "Etre moi". Un videoclip speciale per questa versione francese è stato registrato.
- Lucie Jones di The X Factor cantò la canzone durante la quinta settimana il 7 novembre 2009,[21] la settimana della sua controversa eliminazione dallo show, dove Simon Cowell contraddicendo se stesso dicendo che lei era la migliore ragazza della competizione e poi fu eliminata il giorno successivo.
- Nel 2011, il rapper Bizzy Crook campionò la canzone.